# Graham Tope, Baron Tope

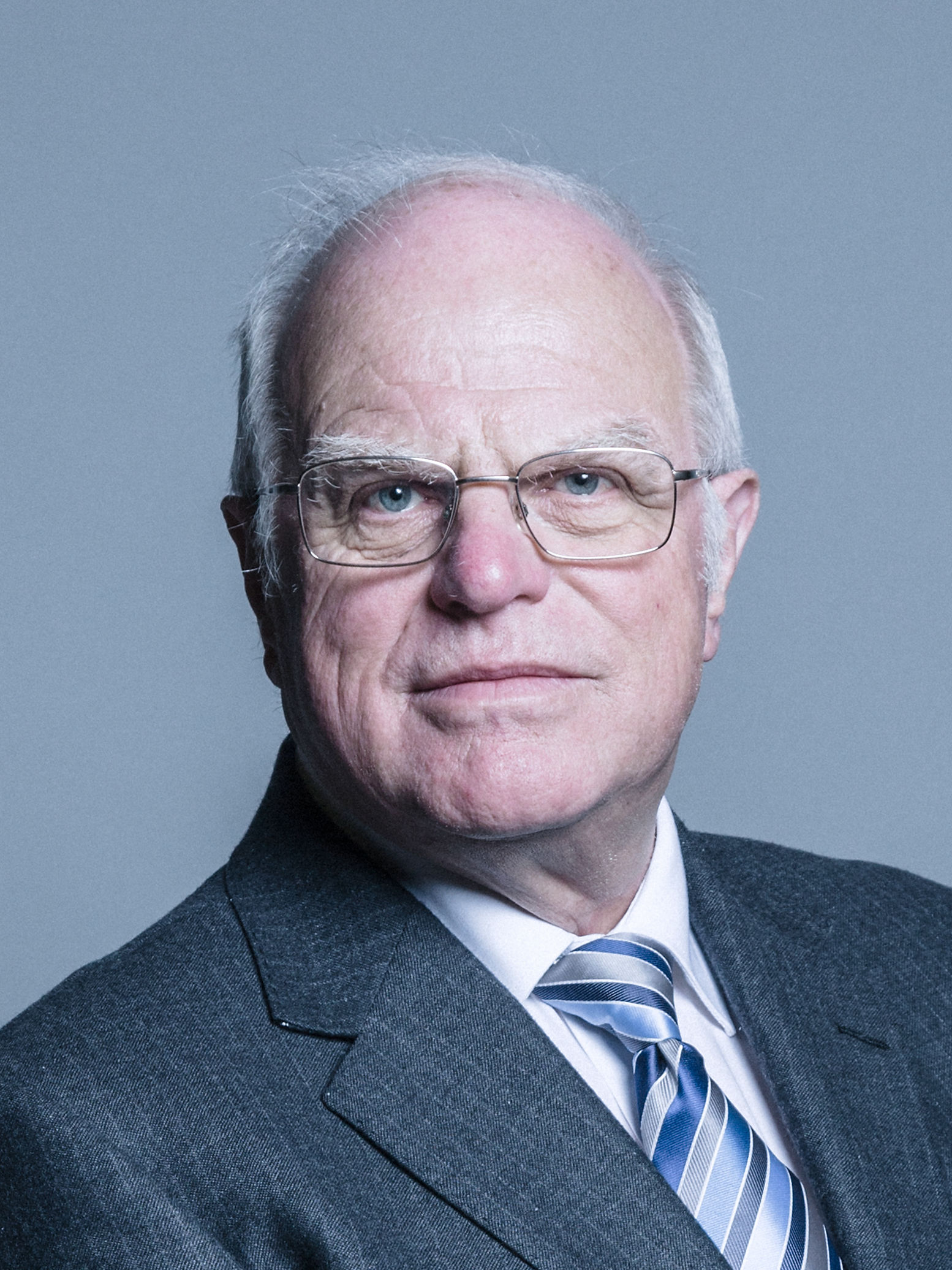
Graham Tope, Baron Tope, 2017

Graham Tope, Baron Tope CBE (* 30. November 1943) ist ein britischer Politiker der Liberal Party und nunmehr der Liberal Democrats, der zeitweise Mitglied des House of Commons war und seit 1994 als Life Peer Mitglied des House of Lords ist.

## Leben

### Parteifunktionär und Unterhausabgeordneter
Tope war zwischen 1970 und 1976 Mitglied des Nationalrates der Liberal Party und engagierte sich daneben bei deren Jugendverband, der National League of Young Liberals, deren Vizevorsitzender er zwischen 1971 und 1973 war, ehe er von 1973 bis 1975 als Präsident der Jungliberalen fungierte.
Am 7. Dezember 1972 wurde er bei einer Nachwahl (By-election) im Wahlkreis Sutton and Cheam zum Abgeordneten in das House of Commons gewählt und gehörte diesem bis zum 28. Februar 1974 an. Bei den Unterhauswahlen am 28. Februar 1974 sowie am 10. Oktober 1974 kandidierte er ebenfalls im Wahlkreis Sutton an Cheam, unterlag aber jeweils und verlor somit sein Unterhausmandat. Während seiner Mitgliedschaft im Unterhaus war er von 1972 bis 1974 Sprecher der Fraktion der Liberal Party für Umweltpolitik.

### Kommunalpolitiker im London Borough of Sutton und Oberhausmitglied
Nach seinem Ausscheiden aus dem House of Commons engagierte sich Tope in der Kommunalpolitik und ist seit 1974 Mitglied des Rates des London Borough of Sutton. Während dieser Zeit war er zwischen 1974 und 1999 Vorsitzender der Fraktion der Liberal Party beziehungsweise nach deren Auflösung seit 1988 der Liberal Democrats. Als solcher war er von 1984 bis 1986 Führer der Opposition sowie anschließend zwischen 1986 und 1999 Vorsitzender dieses Rates.
Tope, der von 1991 bis 2000 Vorsitzender der Liberal Democrats in London war, wurde 1994 als Life Peer mit dem Titel Baron Tope, of Sutton in the London Borough of Sutton, in den britischen Adelsstand erhoben und ist seither Mitglied des House of Lords. Während seiner Mitgliedschaft im Oberhaus war er zunächst zwischen 1994 und 2000 Sprecher der Liberal Democrats-Fraktion für Bildungspolitik sowie zwischen 1998 und 2000 auch Whip seiner Fraktion. Zuletzt war Lord Tope zwischen 2008 und 2010 Sprecher seiner Fraktion für Gemeinden und Kommunalverwaltung.
Daneben war er zwischen 1995 und 1997 Mitglied der Feuer- und Zivilschutzbehörde von London, von 1997 bis 2005 Vizepräsident der Vereinigung der Kommunalverwaltung (Local Government Association) sowie zwischen 1997 und 2000 Vizevorsitzender der Vereinigung der Londoner Verwaltung (Association of London Government).

### Mitglied der London Assembly und Engagement für Europa
Tope, der seit 1999 Verwaltungsrat des London Borough of Sutton für Gemeindesicherheit, Freizeit und Büchereien ist, wurde 2000 in die durch das Greater London Authority Act 1999 geschaffene London Assembly gewählt und gehörte dieser bis 2008 an. Während dieser Zeit war er von 2000 bis 2006 Vorsitzender der Fraktion der Liberal Democrats und gehörte als Vorsitzender des Finanzausschusses (2000 bis 2008) sowie als Mitglied der Behörde für den Metropolitan Police Service (2000 bis 2008) zwischen 2000 und 2004 auch zum Kabinett des Mayor of London.
Darüber hinaus war er zwischen 2002 und 2008 Mitglied des Gremiums für strategische Partnerschaft des London Borough of Croydon und dort auch von 2004 bis 2008 Mitglied des Gremiums für Sicherheitspartnerschaften. Außerdem gilt sein Interesse nach wie vor dem Borough of Sutton, wo er seit 2003 Mitglied des Gremiums für strategische Partnerschaft ist. Außerdem gehört er seit 2004 als Mitglied des Gremiums für Sicherheitspartnerschaften in Sutton an, deren Vorsitzender er seit 2009 ist. Seit 2005 ist er zudem Vorsitzender der Kommunalverwaltungsgruppe für Europa.
Zugleich engagierte er sich im EU-Komitee für ein Europa der Regionen, dessen Mitglied er seit 1994 ist. Daneben ist er dort seit 1996 Vizevorsitzender der britischen Delegation sowie seitdem auch Mitglied des Büros des Komitees. Des Weiteren war er von 1996 bis 2000 Mitglied des Kongresses des Europarates für Kommunale und Regionale Behörden in Europa und zwischen 1998 und 2002 Präsident der European Liberal Democrat and Reform Group und gehörte anschließend von 2002 bis 2004 deren Kommission für Verfassungsangelegenheiten an.
Seit 2007 ist Lord Tope politischer Koordinator der Allianz der Liberalen und Demokraten für Europa (ALDE) und war zwischen 2008 und 2010 Mitglied von deren politischen Beobachtungsgruppe sowie seit 2008 Mitglied der ALDE-Arbeitsgruppe für den westlichen Balkan. Ferner war er zwischen 2010 und 2011 Berichterstatter für intelligentere Regulierungen der ALDE.